# Psephactus pariditarsus
Psephactus pariditarsus là một loài bọ cánh cứng trong họ Cerambycidae.